# Ken Ueno
Ken Ueno (* 11. Januar 1970 in Bronxville) ist ein US-amerikanischer Komponist, Sänger, Improvisationsmusiker, Klangkünstler und Musikpädagoge.

## Leben und Wirken
Der Sohn japanischer Eltern begann ein Studium an der United States Military Academy, konnte aber eine geplante militärische Laufbahn aus gesundheitlichen Gründen nicht einschlagen. Er studierte dann Musik am Berklee College of Music, an der Yale University und der Harvard University. Er gab Vorlesungen an Universitäten in den USA, Südkorea, China, der Schweiz und Frankreich und unterrichtet als Professor für Musik an der University of California, Berkeley.
Die Kompositionen Uenos wurden bei den großen internationalen Musikfestivals aufgeführt. Interpreten waren neben Sinfonieorchestern, Kammerensembles und Ensembles für Neue Musik Musiker wie Kim Kashkashian, Robyn Schulkowsky, Aki Takahashi,  und Vincent Royer. Für das Hilliard-Ensemble schrieb er das Stück Shiroi Ishi, das dieses zehn  Jahre lang im Repertoire hatte. Das Festival MaerzMusik in Berlin widmete ihm 2011 ein Porträtkonzert. Frances-Marie Uitti und das Boston Modern Orchestra spielten 2014 die Uraufführung seines Cellokonzertes. Auch seine Kammeroper Gallo wurde in diesem Jahr uraufgeführt.
Als Vokalist (unter Einsatz ungewöhnlicher Techniken wie Oberton- und Kehlgesang, Zirkularatmung) und Improvisator trat Ueno u. a. mit Ryuichi Sakamoto, Joey Baron, Ikue Mori, Joan Jeanrenaud, Pascal Contet, Gene Coleman, Tyshawn Sorey, David Wessel, Robin Hayward, John Kelly, Jorrit Dykstra, Kevork Mourad, Gilberto Bernardes, Hans Tutschku,  und Du Yun. Multimediale Werke und Klanginstallationen entstanden u. a. in Zusammenarbeit mit der visuellen Künstlerin Angela Bulloch, den Architekten Patrick Tighe und Thomas Tsang und dem Landschaftsarchitekten Jose Parral.
Preise und Stipendien erhielt Ueno u. a. von der American Academy in Rome und der American Academy in Berlin, von der Civitella Rainieri und vom Townsend Center, der Fromm Music Foundation, New Music USA, von der the Pittsburgh Foundation, vom Aaron Copland House und dem Aaron Copland Fund for Music Recording, von Meet the Composer, dem National Endowment for the Arts, der Belgian-American Education Foundation und der Harvard University.